# Rian
|  | No s'ha de confondre amb Ryan. |

Rian fou un estat tributari protegit, un jagir feudatari de Jodhpur al districte de Merta d'aquest principat. La capital era Rian a 26° 32′ N, 74° 14′ E / 26.533°N,74.233°E a uns 100 km al nord-est de Jodhpur (ciutat) i uns 40 km al sud-est de Merta. Estava format per vuit pobles amb una població d'uns deu mil habitants. La capital en tenia 4.574 el 1901 i estava emmurallada. Els ingressos de l'estat eren de 36.000 rupies. Estava governat per un takhur considerat entre els vuit primers nobles de Marwar (Jodhpur) i cap del clan Mèrtia dels rajputs rathors; el fundador fou Rao Duda; el sisè descendent, Gopal Das, governava vers 1643. L'onzè descendent, Sher Singh, governava vers 1736.
Llista de governants
- Thakur Sher Singh vers 1736
- Thakur Briddh Singh vers 1800
- Thakur Shivnath Singh vers 1820
- Thakur xxxxx Singh vers 1850
- Thakur Ghamir Singh ?-1878
- Thakur Bijay Singh 1878-1938
- Thakur Ganpat Singh 1938-1954 (adoptat 1930; nascut Kunwar Ganpat Singh, fill del thakur Ranjit Singh de Maidas)